# Billegő állam

A 2012-es, 2016-os, 2020-as és 2024-es elnökválasztás eredményeinek összegzése államonként
Jelmagyarázat:
Mind a négy választáson a republikánusok nyertek
A négyből háromban a republikánusok nyertek
Mindkét párt kétszer nyert a négy választáson
A négyből háromban a demokraták nyertek
Mind a négy választáson a demokraták nyertek

Az Egyesült Államok politikájában a billegő állam (más néven csatatér állam vagy lila állam) olyan állam, amelyet a szavazatok megingásával észszerűen megnyerhet akár a demokrata, akár a republikánus jelölt egy állami szintű választáson, leggyakrabban az elnökválasztásra utalva. Ezeket az államokat általában mindkét nagy párt kampányai megcélozzák, különösen a szoros választásokon. Eközben a rendszeresen egy párt felé hajló államokat „biztonságos államoknak” (vagy pontosabban „vörös államoknak” és „kék államoknak”, a politikai irányultságtól függően) nevezik, mivel általában feltételezik, hogy az egyik jelöltnek van olyan támogatói bázisa, amelyből a kampány jelentős befektetése vagy erőfeszítései nélkül a választók szavazatainak megfelelő hányadát meg lehet szerezni. A 2024-es elnökválasztáson hét államot tekintettek széles körben a döntő jelentőségű billegő államoknak: Arizona, Georgia, Michigan, Nevada, Észak-Karolina, Pennsylvania és Wisconsin.
A „győztes mindent visz” választási módszer miatt, amelyet a legtöbb állam használ az elektorok meghatározására, a jelöltek gyakran csak a versenyben lévő államokban kampányolnak, ezért az államok egy kiválasztott csoportja kapja a legtöbb hirdetést és a jelöltek látogatásainak többségét. A csatatér egyes választási ciklusokban változhat, és ez tükröződhet az általános közvélemény-kutatásokban, a demográfiai adatokban és a jelöltek ideológiai vonzerejében.

## Háttér

Az államok párthovatartozási térképe a 2024-es amerikai elnökválasztás előtt, az országos népszavazati különbséghez viszonyítva (1,5% a republikánus jelölt, Donald Trump javára a demokraták jelöltjével, Kamala Harris-szel szemben)
Jelmagyarázat (a sötétebb szín nagyobb különbséget jelez):
Relatív hajlás 5–10 pont Harris felé
Relatív hajlás <5 pont Harris felé
Relatív hajlás <5 pont Trump felé
Relatív hajlás 5–10 pont Trump felé
Relatív hajlás >10 pont Trump felé

Az Egyesült Államok elnökválasztásain minden állam szabadon dönthet arról, hogy milyen módszerrel választja ki elektorait. Az elektori kollégium rendszerében szavazati erejének növelése érdekében Maine és Nebraska kivételével minden állam a „győztes mindent visz” rendszert alkalmazza, ahol az a jelölt, aki a legtöbb szavazatot kapja egy államban, elnyeri az adott állam összes elektori szavazatát.
Az elvárás az volt, hogy a jelöltek a legtöbb elektori szavazattal rendelkező államok érdekeit fogják szem előtt tartani. A gyakorlatban azonban a legtöbb választó nem változtatja meg párthovatartozását egyik választásról a másikra, ami arra készteti az elnökjelölteket, hogy korlátozott idejüket és erőforrásaikat azokra az államokra összpontosítsák, amelyekben úgy gondolják, hogy feléjük fordulhatnak, vagy megakadályozhatják, hogy az államok elforduljanak tőlük, és ne töltsenek időt és erőforrásokat olyan államokban, amelyekben várhatóan nyerni vagy veszíteni fognak.
Az elektori rendszer miatt a kampányok kevésbé foglalkoznak azzal, hogy növeljék a jelölt országos népszerűségét, ehelyett inkább csak azokra az államokra koncentrálnak, amelyek a választás megnyeréséhez szükséges elektori szavazatokat adják, mivel sok sikeres jelölt elvesztette a népszavazást, de megnyerte az elektori kollégiumot.
A korábbi választási eredmények alapján a republikánus jelöltek várhatóan könnyedén megnyerték volna a legtöbb hegyvidéki és síksági államot, mint Idaho, Wyoming, Észak-, és Dél-Dakota, Montana, Utah, Kansas, Oklahoma és Nebraska, a déli államok nagy részét, beleértve Alabamát, Mississippit, Louisianát, Arkansas-t, Tennessee-t, Kentuckyt, Dél-Karolinát, Missourit, Texast és Nyugat-Virginiát, valamint Alaszkát. A demokraták általában a közép-atlanti államokat, beleértve New Yorkot, New Jerseyt, Marylandet, Virginiát és Delaware-t, Új-Angliát, különösen Vermontot, Massachusettset, Rhode Islandet és Connecticutot, a csendes-óceáni államokat, Kaliforniát, Oregont, Washingtont és Hawaiit, valamint a délnyugati államokat, Coloradót és Új-Mexikót, továbbá a Nagy-tavak államait, Illinois-t és Minnesotát.
Néhány állam azonban, amely következetesen egy pártra szavaz az elnökválasztáson, időnként az ellenkező párt kormányzóját választja meg; ez jelenleg (2025-ben) a helyzet Vermontban és Virginiában, ahol republikánus, valamint Kentuckyban és Kansasben, ahol demokrata kormányzó van. Még az elnökválasztás éveiben is előfordul, hogy a választók egyszerre az egyik párt elnökjelöltjére, és a másik párt kormányzójelöltjére szavaznak. Ez 2024-ben három államban történt meg: Észak-Karolinában, Vermontban és New Hampshire-ben. Vermont és New Hampshire egyaránt republikánus kormányzót választott, annak ellenére, hogy a demokrata Kamala Harris mindkét államot megnyerte. Észak-Karolina annak ellenére, hogy a republikánus Donald Trumpra szavazott, demokrata kormányzót választott. Észak-Karolina minden olyan egyidejű kormányzóválasztáson demokrata kormányzót választott, ahol Donald Trump volt a republikánus elnökjelölt, 2024-ben feltűnően nagy különbséggel.
Maine-ben és Nebraskában az elektori szavazatok megoszlása megegyezik az amerikai szenátorok és képviselők szavazatainak megoszlásával. Két elektori szavazatot kap az a jelölt, aki államszerte a szavazatok többségét elnyeri, és a jelölt további egy elektori szavazatot kap minden olyan kongresszusi körzet után, amelyben többséget kap. Mindkét államban viszonylag kevés elektori szavazat van - összesen 4, illetve 5. Nebraska 1992 óta, Maine pedig 1972 óta osztja meg szavazatait. Mindkét állam csak háromszor osztotta meg elektori szavazatait a bevezetés óta: Maine második kerülete mindháromszor egy-egy szavazatot adott Donald Trumpnak, 2016-ban, 2020-ban és 2024-ben; míg Barack Obama 2008-ban, Joe Biden 2020-ban és Harris 2024-ben a nebraskai második kerület szavazatát kapta meg.

## Fordítás
Ez a szócikk részben vagy egészben  a   Swing state című angol Wikipédia-szócikk ezen változatának fordításán alapul.  Az eredeti cikk szerkesztőit annak laptörténete sorolja fel. Ez a jelzés csupán a megfogalmazás eredetét és a szerzői jogokat jelzi, nem szolgál a cikkben szereplő információk forrásmegjelöléseként.